# Empecta semirufa
Empecta semirufa är en skalbaggsart som beskrevs av Leon Fairmaire 1884. Empecta semirufa ingår i släktet Empecta och familjen Melolonthidae. Inga underarter finns listade i Catalogue of Life.